# فرودگاه بین‌المللی کالامازو
فرودگاه بین‌المللی کالامازو (به انگلیسی: Kalamazoo/Battle Creek International Airport) یک فرودگاه همگانی مسافربری با کد یاتا AZO است که یک باند فرود آسفالت دارد و طول باند آن ۱۹۸۱ متر است. این فرودگاه در شهر کالامازو کشور ایالات متحده آمریکا قرار دارد و در ارتفاع ۲۶۶ متری از سطح دریا واقع شده است.

## شرکت‌های هواپیمایی و مقصدهای پروازی
The airport is currently served by three commercial passenger airlines which operate service to three hubs. Several airlines such as United and US Airways have ceased service to Kalamazoo in the last several years. Beginning in December 2015, یونایتد ایرلاینز resumed service to Kalamazoo from the airline's Chicago hub under its یونایتد اکسپرس brand.
| شرکت‌های هواپیمایی | مقصدهای پروازی                                    | Refs  |
| ----------------- | ------------------------------------------------- | ----- |
| امریکن ایگل       | اوهر شیکاگو                                       | [ ۲ ] |
| دلتا کانکشن       | متروپولیتن شهرستان وین دیترویت، مینیاپولیس−سنت پل | [ ۳ ] |
| یونایتد اکسپرس    | اوهر شیکاگو                                       | [ ۴ ] |

On ۱۳ مارس ۲۰۱۲, Direct Air suspended all their flights until May 15 because their fuel supplier stopped supplying fuel. The charter carrier, who offered flights from Kalamazoo to اورلندو سنفورد and شهرستان شارلوت, was subject to Chapter 7 تصفیه شرکت on ۱۲ آوریل ۲۰۱۲.